# Janusz Grzonkowski
Janusz Leszek Grzonkowski (ur. 26 listopada 1935, zm. 11 lipca 2016) – polski artysta plastyk, profesor sztuki.

## Życiorys
W latach 1961–2006 był pracownikiem Akademii Sztuk Pięknych im. Eugeniusza Gepperta we Wrocławiu, zaś od 1995 profesorem zwyczajnym. Piastował między innymi w latach 1984–1990 funkcję kierownika międzywydziałowej Katedry Wiedzy Wizualnej oraz w latach 1987–1990 prorektora do spraw artystyczno-naukowo-badawczych. Był również związany z Uniwersytetem Opolskim w latach 1990–2013 będąc pracownikiem naukowym Instytutu Sztuki UO, zaś w latach 1997–2002 dyrektorem tegoż instytutu, kierował również w latach 2002–2005 Pracownią Malarstwa, z a latach 2002–2009 Pracownią Multimediów.
Spoczywa na Cmentarzu na Psim Polu we Wrocławiu.